# Михаил (Бурдуков)
Архиепископ Михаил (в миру Матвей Иванович Бурдуков; 1770, Тобольск — 5 (17) июня 1830) — епископ Русской православной церкви, архиепископ Иркутский и Нерчинский.

## Биография
Родился в 1770 году в Тобольске. Окончил Тобольскую духовную семинарию.
С 1799 года — архимандрит Знаменского монастыря в Тобольске и ректор Тобольской духовной семинарии.
С 1810 года — ректор Тверской духовной семинарии и архимандрит Калязинского Макариева Троицкого монастыря Тверской епархии.
27 августа 1814 года назначен епископом Иркутским и Нерчинским.
18 октября 1814 года в Успенском соборе в Москве рукоположен во епископа Иркутского и Нерчинского. В Иркутск приехал 5 января 1815 года.
Предпринял ряд длительных поездок для обозрения епархии. С 15 мая по 23 августа 1815 совершил поездку в Якутск и обратно, а с 19 по 24 февраля 1816 посетил Кяхту.
10 февраля 1816 года награждён орденом святой Анны 1-й степени.
С 19 мая 1816 стал именоваться епископом Иркутским, Нерчинским и Якутским.
В 1819 году был избран директором Иркутского отделения Библейского общества.
В 1821 году путешествовал в Нерчинск и Енисейскую губернию, присоединённую к епархии.
В 1826 году он вновь отправился в Енисейскую губернию, плыл по Енисею до Туруханска.
22 августа 1826 года возведён в сан архиепископа. Был первым из иркутских архиереев, кого возвели в архиепископский сан.
Преосвященный Михаил был человек хорошо образованный, отличавшийся ревностью к просвещению язычников светом евангельским и присоединению раскольников к Православию. Им правильно было организовано миссионерское дело (в Забайкалье и на Алеутских островах). Он часто совершал поездки по епархии, добирался до самых отдалённых районов. Жители любили своего архипастыря. В Иркутске существовал благочестивый обычай: в престольный праздник кто-либо из зажиточных людей города приглашал архипастыря на обед.
Занимаясь в основном церковными делами, архиепископ Михаил вынужден был принять участие и в политической жизни: он обратился к министру духовных дел, резко обличая губернатора И. Н. Трескина. Несомненно, его письмо оказалось одним из веских аргументов посылки в Сибирь Сперанского для проведения ревизии администрации. Вот что писал о роли Иркутского епископа сибирский историк В. И. Вагин: «Наконец, возвысил свой голос и кроткий иркутский архипастырь. Об епископе Михаиле Бурдукове все, знавшие его, ещё и поныне отзываются с величайшим уважением. Он был глубоко возмущён угнетением и страданиями своей паствы».
Святитель стремился к жизни духовной и вёл постоянную переписку с великим старцем Зосимой (Верховским).
Скончался 5 июня 1830 года во время одной из своих поездок по епархии. Он завещал похоронить себя на паперти близ дверей, чтобы «все попирали грешный прах мой». Похоронен в Казанском приделе Богоявленского собора в Иркутске.